# Wati B
 (décembre 2021).
 (janvier 2020).
Wati-B est un label discographique français créé en 1999, et racheté par Sony Music Entertainment.
Wati B vient du mot bambara waatibé qui signifie « tout le temps ». Au fil du temps, l’entreprise s’est diversifiée dans différents domaines d'activité, notamment le textile.

## Marque commerciale

### Boutiques
Dawala, le fondateur du Wati B, crée sa propre marque de prêt-à-porter. La marque est associée à l’émergence du groupe Sexion d'assaut, premier ambassadeur.
Les produits de la marque Wati-B sont commercialisés sur une boutique en ligne et dans des boutiques physiques, appelées Wati Boutique. Le 6 février 2011 ouvre la première boutique, située dans le quartier des Halles à Paris. Une deuxième boutique ouvre fin 2013 à Marseille. Le 5 novembre 2014 ouvre une troisième boutique à Lyon, puis une quatrième à Strasbourg en 2015.
Les derniers produits, papeterie et bagagerie, sont réalisés en partenariat avec le groupe Clairefontaine.

### Sponsoring
Présent aussi dans le monde du sport, Wati B sponsorise aujourd'hui des clubs de football tels que le Montpellier Hérault Sport Club, le Stade Malherbe de Caen, GS Consolat Marseille & Tours FCB,le F.C Solitaires (19e) et également le club de basket le JSF Nanterre ainsi que la Ligue Nationale de Basket (LNB).

## Label discographique
Au départ, le label était indépendant et vendait les compilations PSG (« Pur Son Ghetto ») « sous le manteau ». Entre 2001 et 2005, Dawala était le producteur du groupe Intouchable, et sortait tous les projets sous Wati B. Alors que Demon One quitte le label, Dry continue avec Dawala. Par la suite, Dawala rencontre le groupe Sexion d'Assaut. En 2008 le label signa chez Because Music et Dry en fut signé en licence chez Wagram[pas clair]. Le premier album de Sexion d'Assaut, L'École des points vitaux, sort chez Wati B/Sony Music avec les morceaux Casquette à l’envers, Désolé et encore Wati by Night, qui font connaître au grand public le groupe ainsi que son label Wati-B, auquel il reste très attaché.
Par la suite, le label signe avec de nouveaux artistes et groupes, comme L'Institut, composé à l'origine de Jarod et S.Pri noir, H-Magnum, proche des membres du label mais n'ayant jamais signé pour lui, Charly Bell, The Shin Sekaï[réf. souhaitée]…
D'autres artistes comme H magnum, Jarod, S.pri Noir ou encore Lio bien que gravitant autour du Wati B n'en ont soit pas fait partie (H Magnum), soit fait partie avant de le quitter[réf. souhaitée]. 

### Quelques artistes
- 4Keus, groupe de 4 rappeurs de La Courneuve (93) (Tiakola, Djeffi, Bné et HK)
- Dry, rappeur solo ancien membre de la Mafia K’1 Fry
- Moon, une rappeuse principalement active en Corée du Sud[source secondaire nécessaire]

### Quelques anciens artistes
- Membres de la Sexion d'assaut : Lefa, Barack Adama, Black M, Maska, Jr O Crom, Doomams, GIMS, L.I.O. Pétrodollars ;
- The Shin Sekaï (Dadju et Abou Tall) ;
- Lynda
- Tiakola (4Keus)
- HK (4keus)
- DJEFFI (4keus)